# Chess Island
Chess Island är en ö i Kanada.   Den ligger i provinsen Manitoba, i den centrala delen av landet, 2 300 km nordväst om huvudstaden Ottawa.
Omgivningarna runt Chess Island är i huvudsak ett öppet busklandskap. Trakten runt Chess Island är nära nog obefolkad, med mindre än två invånare per kvadratkilometer.